# Madison Hu
Madison Hu, född 2 juni 2002 i Longview i Texas, är en amerikansk skådespelare.
Hu har bland annat medverkat i TV-serien Bizaardvark år 2016–2019. Hon har även medverkat i filmerna Bad Words från 2013 och Voyagers från 2021. 2023 kommer hon medverka i långfilmen The Boogeyman.

## Filmografi (i urval)
- 2013: Bad Words
- 2016–2019: Bizaardvark
- 2021: Voyagers
- 2023: The Boogeyman
- 2024 – The Brothers Sun (TV-serie)